# Гайнсберг (район)
Га́йнсберг (нім. Kreis Heinsberg) — район в Німеччині, в складі округу Кельн землі Північний Рейн-Вестфалія. Адміністративний центр — місто Гайнсберг.

## Населення
Населення району становить 254786 осіб (2011).

## Адміністративний поділ
Район поділяється на 3 комуни (нім. Gemeinden) та 7 міст (нім. Städte):
| № | Комуна/ місто  | Площа, км² | Населення, осіб (2011) | Центр          |
| - | -------------- | ---------- | ---------------------- | -------------- |
| 1 | Вальдфойхт     | 30,3       | 9113                   | Гарен          |
| 2 | Гангельт       | 48,7       | 11705                  | Гангельт       |
| 3 | Зельфкант      | 42,1       | 10208                  | Тюддерн        |
| 1 | Вассенберг     | 42,4       | 17329                  | Вассенберг     |
| 2 | Вегберг        | 84,3       | 29023                  | Вегберг        |
| 3 | Гайленкірхен   | 83,2       | 28333                  | Гайленкірхен   |
| 4 | Гайнсберг      | 92,2       | 40785                  | Гайнсберг      |
| 5 | Гюккельгофен   | 61,3       | 39070                  | Гюккельгофен   |
| 6 | Еркеленц       | 117,4      | 44496                  | Еркеленц       |
| 7 | Юбах-Паленберг | 26,1       | 24724                  | Юбах-Паленберг |

| Німеччина | Це незавершена стаття з географії Німеччини. Ви можете допомогти проєкту, виправивши або дописавши її. |

1. ↑  https://www.landesdatenbank.nrw.de/ldbnrw/online;jsessionid=FBC481AAC50656B8CA9E933111BC242A.ldb2?sequenz=tabelleErgebnis&selectionname=12411-31iz
2. ↑  https://www.destatis.de/DE/Themen/Laender-Regionen/Regionales/Gemeindeverzeichnis/Administrativ/04-kreise.html